# 방두섭
방두섭(方斗燮,? ~ )은 조선민주주의인민공화국의 군인 겸 정치인이다. 조선인민군 대장으로 총참모부 제1부총참모장 겸 작전총국장이다. 당중앙위원회 위원이다.

## 경력
2012년 4월 조선인민군 소장으로 승진한 이후 2015년 8월말 김상룡 후임으로 조선인민군 제2군단장에 임명되었다. 2016년 5월, 조선로동당 제7차 대회에서 조선로동당 중앙위원회 위원에 임명되었다. 2017년 4월, 조선인민군 상장으로 승진했다. 2020년 조선인민군 대장으로 승진했고, 총참모부 제1부총참모장 겸 작전총국장으로 임명되었다.

## 기타
2015년 11월 리을설과 2018년 8월 김영춘 사망 당시에 국가 장의위원회 위원을 맡았다.